# Ready Steady Go!
Ready Steady Go! è stato un programma televisivo britannico di musica rock / pop trasmesso da ITV ogni venerdì sera dal 9 agosto 1963 al 23 dicembre 1966. È stato ideato da Elkan Allan, capo della Rediffusion TV.